# Селюков, Афанасий Иванович
Афанасий Иванович Селюков (25 марта 1899, с. Лески, Курская губерния, Российская империя — 11 марта 1974, Москва, СССР) — советский военачальник, полковник (08.10.1940).

## Биография
Родился 25 марта 1899 года в селе Лески, ныне Беленихинское сельское поселение, Прохоровский район, Белгородская область, Россия. Русский. В 1910 году окончил 3 класса церковно-приходской школы. Работал в паровозном депо на станции Дружковка.

### Гражданская война
16 марта 1918 года добровольно вступил в РККА и был зачислен в отдельную роту при фронтовой ВЧК, а с её расформированием в апреле 1919 года переведен в отдельную пластунскую бригаду. Участвовал с ней в ликвидации банд Зелёного и в боях против петлюровцев под Киевом, с деникинскими войсками под Орлом, Курском и у Перекопа. Весной 1920 года заболел тифом и по выздоровлении направлен в отдельную батарею 13-й армии. В её составе сражался с вооруженными формированиями Н. И. Махно в районе ст. Лозовая. В октябре был направлен на 1-е Московские артиллерийские курсы. В декабре переведен на Петроградские курсы тяжелой береговой артиллерии, переформированные затем в Петроградскую артиллерийскую школу. В марте 1921 года курсантом в составе отдельной зенитной батареи принимал участие в подавлении Кронштадтского мятежа. Член РКП(б) с 1921 года.

### Межвоенные годы
В сентябре 1923 года окончил школу и был назначен командиром взвода в отдельную батарею УВО, с сентября 1924 года исполнял должность помощника командира батареи. С августа 1925 года служил помощником командира батареи в Киевской артиллерийской школе, затем в ноябре 1926 года переведен командиром батареи в Одесскую артиллерийскую школу. С декабря 1930 года командовал учебной батареей в 3-м корпусном артиллерийском полку. В сентябре 1931 года зачислен слушателем на специальный факультет в Военную академию РККА им. М. В. Фрунзе. В апреле 1936 года окончил её и поступил в распоряжение Разведывательного управления (5-е управление) Генерального Штаба РККА. С июля 1936 года по февраль 1940 года находился в длительной служебной загранкомандировке (и. д. секретаря военного атташе при Полпредстве СССР в Иране). По возвращении вновь состоял в распоряжении 5-го управления Красной армии. С сентября 1940 года и. д. начальника 3-го отделения 2-го отдела Разведывательного управления Генштаба Красной армии. 21 июня 1941 года назначен начальником 2-го отделения 3-го отдела этого управления.

### Великая Отечественная война
С началом войны — в той же должности. В феврале 1942 года полковник Селюков был назначен начальником разведывательного отдела 44-й армии Крымского фронта. В её составе принимал участие в боях за удержание Керченского полуострова. После неудач в Крыму в мае войска армии вынуждены были отойти к городу Керчь, а затем эвакуироваться на Таманский полуостров. С 20 мая её полевое управление с армейскими частями было включено в состав Северо-Кавказского фронта и сосредоточено сначала в города Тихорецк, затем в городе Махачкала.
С июля 1942 года полковник Селюков исполнял должность начальника разведывательного отдела штаба Закавказского фронта. С 23 августа состоял в распоряжении Разведывательного управления Генштаба Красной армии, затем в сентябре назначен старшим преподавателем по агентуре Центральной школы подготовки командиров штаба ГРУ Красной армии. С января 1943 года занимал должности старшего помощника начальника 4-го отдела 1-го управления, а с марта — заместителем начальника 13-го отдела этого же управления ГРУ Красной армии.
В феврале 1944 года направлен на 2-й Белорусский фронт на должность заместителя командира 260-й стрелковой дивизии. Во второй половине марта её части в составе 125-го стрелкового корпуса 47-й армии вели наступательные бои на ковельском направлении. С 5 апреля дивизия вместе с армией входила в Белорусский фронт (с 16 апреля — 1-й Белорусский фронт). В мае она была включена в 129-й стрелковый корпус и участвовала в Белорусской, Люблин-Брестской наступательных операциях, в освобождении городов Ковель и Миньск-Мазовецки.
С 22 декабря 1944 года полковник Селюков был допущен к командованию 234-й стрелковой Ломоносовско-Пражской дивизией 47-й армии 1-го Белорусского фронта. С января 1945 года она в составе 77-го стрелкового корпуса участвовала в Висло-Одерской, Варшавско-Познанской наступательных операциях. Её части вели преследование противника, находясь во втором эшелоне корпуса. С 18 февраля дивизия вошла в 61-ю армию и участвовала в Восточно-Померанской наступательной операции, в ходе которой овладела городами Альтдамм и Штаргард. На заключительном этапе войны её части принимали участие в Берлинской наступательной операции. За образцовое выполнение заданий командования в боях при овладении городами Дойч-Кроне и Меркиш-Фридланд она была награждена орденом Богдана Хмельницкого 2-й ст. (5.4.1945), а за прорыв обороны немцев восточнее города Штаргард и овладение городами Бервальде, Темпельбург, Фалькенбург, Драмбург, Вангерин, Лабес, Фрайенвальде, Шифельбайн, Регенвальде, Керлин — орденом Суворова 2-й ст. (26.4.1945).
За время войны комдив Селюков был четыре раза персонально упомянут в благодарственных в приказах Верховного Главнокомандующего.

### Послевоенное время
С 24 июля 1945 года полковник Селюков — начальник военного сектора Советской военной администрации по гражданским делам федеральной земли Саксония.
В ноябре 1947 года назначен преподавателем кафедры общей тактики Военно-политической академии им. В. И. Ленина, с февраля 1950 года — тактическим руководителем редакторского факультета этой академии.
24 июня 1953 года полковник Селюков уволен в запас. Жил в Москве.

## Награды
- орден Ленина (21.02.1945)[5]
- три ордена Красного Знамени (21.08.1944[6], 03.11.1944[5], 24.06.1948[5])
- орден Суворова II степени (29.05.1945)[7]

медали в том числе:
- - «XX лет Рабоче-Крестьянской Красной Армии» (23.02.1938)[6]
  - «За оборону Москвы»
  - «За оборону Кавказа» (24.04.1945)[8]
  - «За победу над Германией в Великой Отечественной войне 1941—1945 гг.» (1945)
  - «За взятие Берлина»
  - «За освобождение Варшавы»

Приказы (благодарности) Верховного Главнокомандующего, в которых отмечен А. И. Селюков.
- За овладение городами Дейч-Кроне и Меркиш-Фридлянд — важными узлами коммуникаций и сильными опорными пунктами обороны немцев в Померании. 11 февраля 1945 года. № 274.
- За овладение городами Бервальде, Темпельбург, Фалькенбург, Драмбург, Вангерин, Лабес, Фрайенвальде, Шифельбайн, Регенвальде и Керлин — важными узлами коммуникаций и сильными опорными пунктами обороны немцев в Померании. 4 марта 1945 года. № 288.
- За овладение городами Штаргард, Наугард, Польцин — важными узлами коммуникаций и мощными опорными пунктами обороны немцев на штеттинском направлении. 5 марта 1945 года. № 290.
- За овладение городом Альтдамм и ликвидацию сильно укрепленного плацдарма немцев на правом берегу реки Одер восточнее Штеттина. 20 марта 1945 года. № 304.

Других государств
- Орден «Крест Грюнвальда» III степени (ПНР)
- Крест Храбрых (ПНР) (24.04.1946)
- Медаль «За Одру, Нису и Балтику» (ПНР)
- Медаль «За Варшаву 1939—1945» (ПНР)
- Медаль «Победы и Свободы» (ПНР)